# Helix (Liseberg)
Helix ist eine Stahlachterbahn vom Typ Launched Coaster mit zwei elektromagnetischen Beschleunigungsabschnitten des Herstellers Mack Rides, die am 26. April 2014 im schwedischen Freizeitpark Liseberg in Göteborg eröffnet wurde. Mit einer Länge des Fahrweges von 1381 Metern ist Helix, nach der im Jahr 2018 eröffnete Achterbahn Hyperion im polnischen Freizeitpark Energylandia und der im Jahr 2024 eröffneten Voltron Nevera im Europa-Park, die drittlängste Achterbahn mit Inversionen (Überschlägen) in Europa.

## Vorankündigung
Der Liseberg hatte Anfang Oktober 2012 in seiner Vorankündigung bekannt gegeben, dass die Achterbahn Helix einen längeren Fahrweg und eine höhere Geschwindigkeit haben würde, als die im Park bereits existierenden Achterbahnen. Zudem sei Helix mit 200 Millionen Schwedischen Kronen (23 Millionen Euro) die größte Investitionssumme, die der Park jemals in eine neue Attraktion investiert hat.
Im April 2013 veröffentlichten der Park und der Hersteller Mack Rides das Design der Züge.

## Fahrsystem
Beim Fahrsystem handelt es sich um die gleiche Art von Fahrweg und Zügen, wie beim Blue Fire Megacoaster im Europa-Park Rust. Die Streckenführung wurde individuell für Liseberg entworfen und die Achterbahn führt – wie die Lisebergbanan – über den Berg, der sich am westlichen Teil des Parks befindet. Das Stationsgebäude von Helix befindet sich im Gebäude des ehemaligen 3D-Kinos „Maxxima“, das Ende der Saison 2012 geschlossen wurde.
Zusätzlich zu den Schoßbügeln werden die Fahrgäste seit  2018 auch noch mit Beckengurten im Sitz gesichert. In der Saison 2019 wurden die Beckengurte durch neue Schoßbügel mit integrierten Gurten ersetzt.

## Fahrt
Während der knapp zwei Minuten langen Fahrt durchfahren die Züge auf der 1381 Meter langen und 41 Meter hohen Strecke sieben Inversionen, vier Airtime-Hügel, viele Abfahrten (Gefälle), Drehungen und Wendungen. Als technische Besonderheit hat die Achterbahn zwei Abschüsse mit Linearsynchronmotoren (LSM) und ist somit die zweite Achterbahn mit mehrfachen Abschüssen (Multi-Launch Coaster) in Europa (Anm.). Von den  Motoren werden die Züge mit einer Beschleunigungskraft von 4,3g auf eine Höchstgeschwindigkeit von 100 km/h beschleunigt. Anders als bei den meisten Achterbahnen befindet sich am Anfang des Fahrweges kein Lift oder Abschuss, sondern die Züge rollen direkt aus der auf dem Berg stehenden Station, in einen Korkenzieher hinein. Die beiden Motoren befinden sich innerhalb des Fahrweges und beschleunigen die Züge bei der Durchfahrt. Nach diesen Prinzip, aber mit drei Motoren, arbeitet auch die Achterbahn Cheetah Hunt im Busch Gardens Tampa (Tampa, Florida, USA).

## Auszeichnungen
Im September 2014 erhielt Helix als bestes neues Fahrgeschäft den European Star Award, vergeben von der Fachzeitschrift Kirmes und Park Revue.
2015 wurde für Helix vom Freundeskreis Kirmes und Freizeitparks e. V. der Neuheitenpreis „FKF-Award 2014“ an Liseberg und den Hersteller Mack Rides vergeben. In der Begründung wird die hervorragende Integration in die Landschaft gelobt und hervorgehoben, dass Helix als Achterbahn in Europa neue Maßstäbe setzt.